# Miris
Genre
Miris est un genre d'insectes du sous-ordre des hétéroptères (punaises) et de la famille des Miridae.

## Espèces rencontrées en Europe
- Miris nebrodensis
- Miris striatus

## Liste des espèces
Selon Catalogue of Life (4 octobre 2019) :
- Miris aspersus Montrouzier, 1865
- Miris donovani Montrouzier, 1865
- Miris nebrodensis Carapezza, 1991
- Miris parvulus Brulle, 1839
- Miris persicus (Reuter, 1876)
- Miris ruficeps Distant, 1904
- Miris sanguinolentus Montrouzier, 1865
- Miris striatus (Linnaeus, 1758)